# Amediye
Amediye (kurdisch ئامێدی Amêdî; arabisch العمادية, DMG al-ʿAmādiyya) ist eine kleine Stadt im Gouvernement Dahuk der Autonomen Region Kurdistan im Irak. Die Stadt liegt 10 km von der türkischen Grenze entfernt auf einer Höhe von 1190 Metern.
Die Stadt liegt in einem Tal zwischen parallelen Gebirgsketten des Zagros-Gebirges, die von Ost nach West verlaufen. Das Tal wird vom Fluss Sapna gebildet, der später in den Großen Zab mündet. Amediye wurde auf einem prominenten Felsvorsprung (1985 m) gegründet, wo schon zu antiker Zeit eine Zitadelle stand.

## Geschichte
Die Geschichte des Orts reicht womöglich bis 3000 v. Chr. zurück, aber es wurden keine systematischen Ausgrabungen oder Untersuchungen durchgeführt, daher bleibt die Geschichte lückenhaft. Den Kern der Stadt bildet eine alte Festung, die laut Ibn al-Athīr Aschib hieß. Zwei in den Felsen gehauene antike Treppen führten zur Zitadelle hoch. Von den Treppen ist eine zu größeren Teilen erhalten, die zum westlichen Tor hochführt. Aus parthischer Zeit sind entlang der Treppen drei Felsreliefs erhalten, deren Alter man aufgrund des Stils auf Zeitraum vom 1. Jhr. v. Chr. bis zum 2. Jhr. n. Chr. schätzt. Aus dem 5./6. Jahrhundert sind christliche Gräber belegt.
Nach der Eroberung des Gebietes 1142 durch Imad al-Din Zengi wurden die Zitadelle verstärkt und neue Befestigungsanlagen erbaut. Zu seinen Ehren wurde der Ort dann als al-‘Imadiyya betitelt. Das heutige Westtor, welches auch das Mosultor oder das Bahdinantor heißt, stammt aus der Regierungszeit des letzten Zengiden Badr ad-Din Lulu im 13. Jahrhundert. Der jüdische Reisende Benjamin von Tudela besuchte die Stadt 1170 und berichtete von einer gemischten Bevölkerung von Muslimen, Christen und Juden. Gemäß Benjamin sprachen die Juden Aramäisch und waren mit 2000 Mitgliedern die größte jüdische Gemeinde der Region.
Vom 13. bis zum 19. Jahrhundert war Amediye Sitz des kurdischen Fürstentums Badinan. Nach dem Ersten Weltkrieg wurde die Stadt Teil des Iraks und wurde in den zahlreichen Konflikten zwischen den Kurden und der Regierung unter anderem in den 60er Jahren bombardiert.
Heutzutage besteht die Bevölkerung zum größten Teil aus Muslimen mit wenigen Christen; die Juden sind in den Jahrzehnten nach der Gründung Israels 1948 und des beginnenden Konflikts mit Bagdad gänzlich ausgewandert.

## Bevölkerung
Amediye hat 6000 Bürger in fast 1200 Häusern. In der Stadt befindet sich eine der ältesten Moscheen mit einem 30 Meter hohen Minarett. Früher hatte die Stadt zwei Synagogen, die aber durch Krieg zerstört worden sind. Drei Kirchen sind in den Nachbardörfern zu finden und gehören zu den bedeutungsvollen Kirchen im Nordirak.

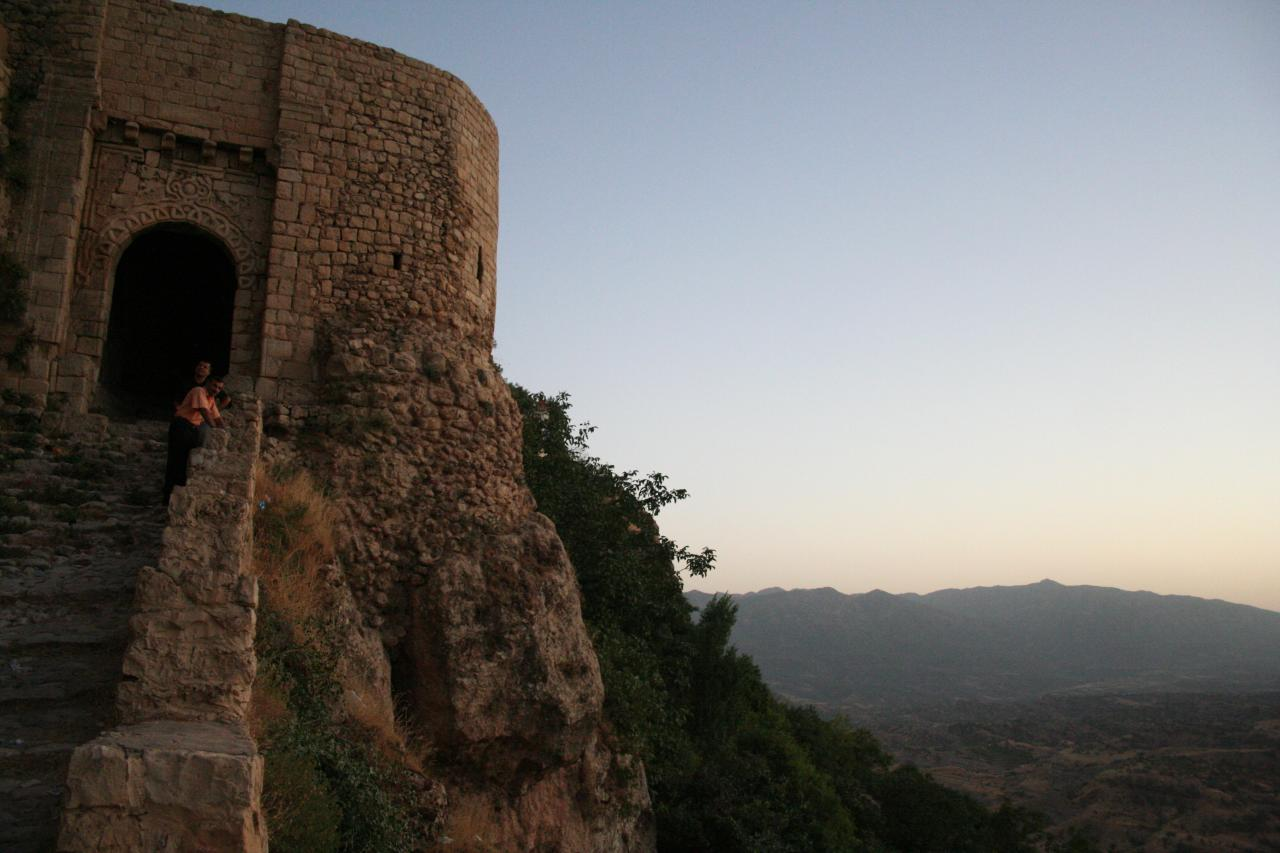
Das Badinantor
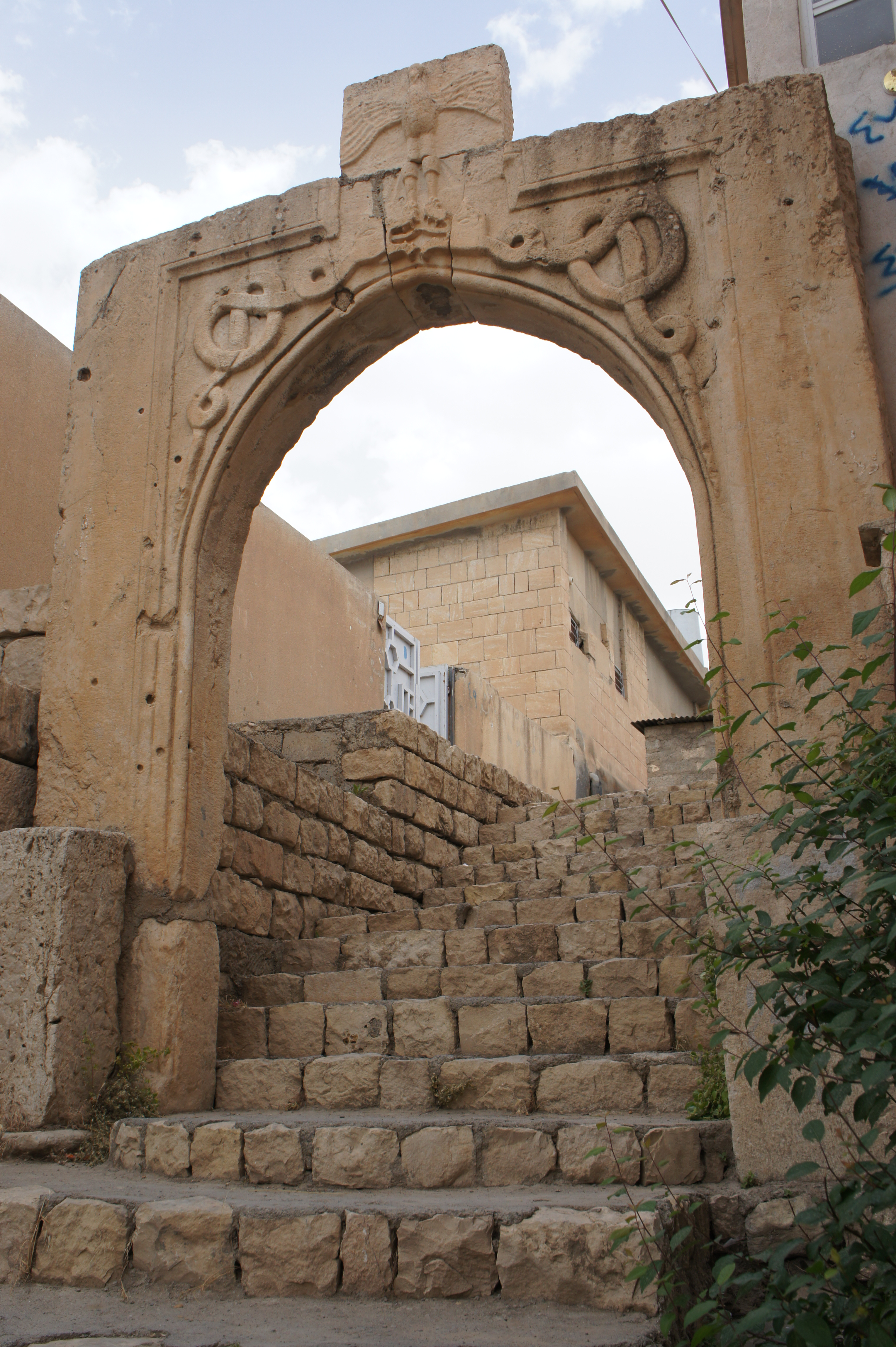
Antikes Tor in Amediye (2012)
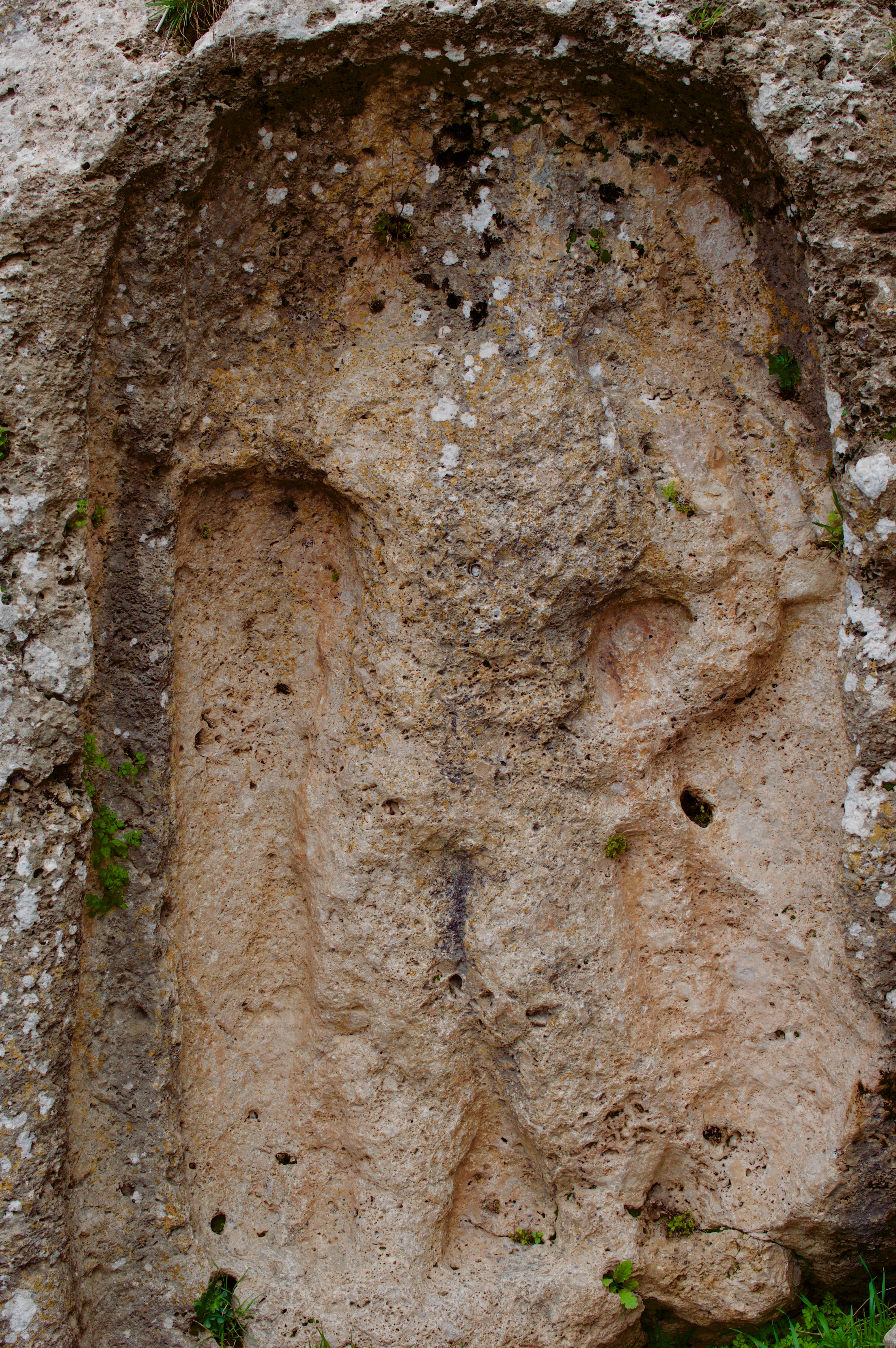
Eines der parthischen Reliefs in Amediye

## Trivia
Der Hauptteil von Karl Mays Roman Durchs wilde Kurdistan spielt in Amediye zur Zeit der formellen osmanischen Oberhoheit um 1870.

## Bedeutende Söhne und Töchter der Stadt
- Khalid an-Naqschbandi (1916–1961), stellvertretender Staatschef der Republik Irak (1958–1961)
- Tahsin Taha (1941–1995), Sänger
- Imad Khoshaba Gargees (* 1978), ernannter chaldäisch-katholischer Erzbischof von Teheran